# Kaouar

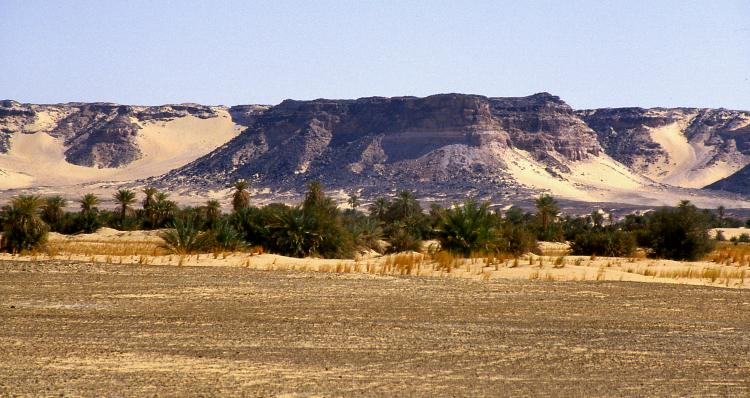
The Kaouar-tal from near Bilma.

El Kaouar o  Acantilados Kaouar (Falaise Kaouar, Kaouar-tal) es un escarpe norte sur que discurre unos 150 km al noreste de Níger. Rodeado por el desierto del Ténéré y las dunas del Erg de Bilma, los vientos orientales golpean la escarpadura de 100 metros de alto de Kaouar facilitando un acceso al agua subterránea para diez oasis en su barlovento. Su punto más alto se encuentra en su vertiente norteña, el Pic Zoumri, con una altura de 576 metros.

## Poblaciones
Discurriendo de sur a norte, Bilma, Dirkou, Aney y Séguédine son las principales poblaciones que se encuentran a través de este escarpe.

## Oasis
Los oasis de Kaouar son famosos por la producción de sal y dátiles, y estuvieron en la ruta del gran Imperio de Bornu en la ruta de las caravanas de Fezzan. Este era el principal punto de contacto entre el Sahel africano y las civilizaciones del Mediterráneo hasta el siglo XIX. Numerosos lugares arqueológicos y pinturas rupéstres atestiguan la presencia humana, datándose hasta 10.000 años antes de nuestros días, momento en el cual el área estaba rodeada de fértiles tierras de pasto.

## Propuesta de Patrimonio de la Humanidad
En 1997, el Kaouar fue propuesto como candidato Patrimonio de la Humanidad de la UNESCO como parte de la ruta de la sal desde Air hasta Kaouar.